# Martyrs de Londres de 1591
Les dits martyrs de Londres de 1591 sont 7 catholiques anglais exécutés pour haute trahison ou félonie à Tyburn près de Londres sous le règne d'Élizabeth Ire courant l'année 1591. Tous les sept furent béatifiés par le pape Pie XI en 15 décembre 1929. 4 d'entre eux furent canonisés par le Pape Paul VI en 1970.
La liste se compose de 3 prêtres et de 4 laïcs. Les prêtres canonisés sont Eustache White, Polydore Plasden et Edmund Gennings. Dans la liste un seul laïc a été canonisé. Il s'agit de Swithun Wells. Les trois autres laïcs furent seulement béatifiés.   

## Les canonisés

### Swithun Wells
Swithun Wells naquît à Otterbourne en Angleterre en 1536 et sera pendu devant sa résidence sur la Gray's Inn Lane à Londres le 10 décembre 1591. Il était un riche propriétaire terrien et enseignant.

### Eustache White
Eustache White (en anglais : Eustace White) naquît en 1559 à Louth dans le Lincolnshire et sera exécuté en le 1er octobre 1591 à Tyburn. Converti à la foi catholique il deviendra prêtre.

### Polydore Plasden
Polydore Plasden naquît à Londres en 1563 et sera exécuté à Tyburn le 10 décembre 1591. Fils d'un simple cordonnier il se fera prêtre.

### Edmond Gennings
Edmund Gennings, francisé en Edmond Gennings, naquît en 1567 à Lichfield dans le Staffordshire et sera exécuté le 10 décembre 1591 Gray's Inn Fields dans la banlieue de Londres. De condition humble il se convertit au catholicisme avant de devenir prêtre.

## Les béatifiés

### Brian Lacey
Pour les articles homonymes, voir Lacey (homonymie).
Riche propriétaire terrien dans le comté de Norfolk il est aussi un catholique convaincu. Il appartient au réseau d'hommes et de femmes qui cache et nourrit les prêtres catholiques alors pourchassés dans tout le royaume. Il soutient en particulier son cousin Montford Scott dans son ministère de prêtre. Dans un contexte de persécution croissante contre l'Eglise catholique, il est arrêté une première fois en 1586. Relâché (probablement après avoir payé une forte amende), il ne se décourage pas et continue de s'impliquer pour la cause catholique. Il est une fois de plus arrêté en 1591. Son propre frère aurait parlé aux autorités de ses agissements. Enfermé à la prison de Bridewell à Londres, il est longuement torturé. Les autorités sont convaincues qu'il est un des membres les plus importants du réseau. On cherche à le faire parler. L'histoire retient qu'il ne parlera pas. Finalement jugé, il est condamné à mort pour haute trahison. Il est pendu. Le même jour sont exécutés Edmond Gennings, Polydore Plasden et Eustache White, prêtres, Sydney Hodgson, Swithun Wells et John Mason, trois laïcs comme lui. Ensemble, ils sont vénérés comme les 7 martyrs de Londres de 1591.

### Sydney Hodgson
Pour les articles homonymes, voir Hodgson.
Nous ne savons presque rien sur les origines et la vie de Sydney Hodgson. Devenu catholique il semble avoir fait partie du réseau de laïcs catholiques cachant et protégeant les prêtres catholiques alors pourchassés. Il est arrêté alors qu'il assiste à Londres à une messe catholique dite clandestinement par Edmund Gennings. Jugé début décembre 1591 il est reconnu coupable de trahison. Il refuse le chantage qui lui est offert à savoir la vie sauve s'il revient à la foi anglicane. Le même jour sont exécutés Edmond Gennings, Polydore Plasden et Eustathe White, prêtres, Swithun Wells, Brian Lacey et John Mason, trois laïcs comme lui. Ensemble ils sont vénérés comme les 7 martyrs de Londres de 1591.

### John Mason (martyr)
Pour les articles homonymes, voir Mason.
John Mason, également connu sous le nom de John Maskell, était un laïc né à Kendal dans le Westmoreland. Il fait partie du réseau de catholiques venant en aide aux prêtres. Il cache en particulier Edmond Gennings. Il est arrêté alors qu'il assiste à une messe clandestine catholique. Jugé, il est condamné à mort pour félonie. Il est pendu.